# Bursoplophora genavensium
Bursoplophora genavensium är en kvalsterart som först beskrevs av Sandór Mahunka 1984.  Bursoplophora genavensium ingår i släktet Bursoplophora och familjen Protoplophoridae. Inga underarter finns listade.